# Адмирал Бранимир Орманов (гидрографическое судно)
Гидрографическое судно «Адмирал Бранимир Орманов» (болг. хидрографски кораб "Адмирал Бранимир Орманов") — гидрографическое судно проекта 861МВ военно-морского флота Болгарии.

## История
Судно было построено в 1976 году на судостроительной верфи в Гданьске (Польская Народная Республика) и изначально имело заводской номер № 861МВ/32. 23 марта 1976 года оно было передано болгарской стороне. 29 марта 1976 года судно было включено в состав болгарского военно-морского флота, получило флаг и бортовой номер 401.
В 1986 году судно получило название «Адмирал Бранимир Орманов» (в честь адмирала Бранимира Орманова).
В 1988 году одна из кают была переоборудована для размещения ЭВМ, в 1994 году один из радиолокаторов был заменен на новую радиолокационную станцию «Sperry».
19 июня 2008 года корабль был выведен из состава ВМФ Болгарии по техническому состоянию и разобран на металл.

## Описание
Корабль был оснащён гидрографической аппаратурой (в состав которой входили электрическая гидрографическая лебёдка «ЛЭС-23-1», волнограф «ГМ-16» и др. измерительная техника), также на борту имелась фотолаборатория.
Экипаж судна составлял 66 человек, также на борту находилось 19 человек научно-исследовательского персонала.

## Дополнительная информация
- в июне 2008 года флаг судна был передан на хранение в военно-морской музей в городе Варна.